# Иранская ассоциация морских наук и технологий
Иранская ассоциация морских наук и технологий (перс. انجمن علوم و فنون دریایی‎) — одно из научно-промышленных обществ Ирана.

## Общая информация и история
Иранская ассоциация морских наук и технологий начала свою деятельность в 1976 г. Этот процесс продолжался до тех пор, пока в ходе  Исламской Революции работа Ассоциации не была приостановлена. Однако благодаря настойчивым усилиям неравнодушных специалистов в области морских наук и технологий в 1991 г. Ассоциация возобновила свою деятельность и, наконец, 21 июня 1994 г. официально закрепила своё существование как некоммерческого учреждения.

Ассоциацией руководит Совет директоров, включающий в себя целый ряд известных специалистов морского сообщества Ирана. Каждые 3 года всеобщим собранием Ассоциации проводятся выборы, в ходе которых определяются новые члены Совета. Среди организаций, оказывающих поддержку Ассоциации, можно отметить Министерство науки, исследований и технологий, все морские ведомства, а также университеты.

Сферы деятельности Ассоциации разделяются на несколько общих направлений: научное, исследовательское, техническое и проектно-исполнительное. Одной из важнейших миссий, к реализации которой стремится Иранская ассоциация морских наук и технологий, является создание коммуникационного моста между исполнительными органами, специалистами, исследователями и учёными группы морских наук. Кроме того, ввиду острой потребности страны в научных исследованиях и практической деятельности в мировом океане Ассоциация стремится придать единое направление обучению и повышению уровня практических вопросов во всех сферах морских наук и технологий.

## Задачи
1. Укрепление на национальном и международном уровнях научных связей между исследователями и специалистами, так или иначе имеющими дело с морскими науками и технологиями.

2. Сотрудничество с исполнительными органами и научно-исследовательскими организациями в области оценки и пересмотра образовательных и исследовательских проектов и программ, связанных с деятельностью Ассоциации.

3. Стимулирование исследователей и чествование выдающихся исследователей и учёных.

4. Предоставление образовательных и исследовательских услуг.

5. Проведение научных конференций на национальном, региональном и международном уровнях.

6. Публикация книг и периодических научных изданий.

## Деятельность
— Издание научного журнала «Морские науки» в сотрудничестве с Университетом морских наук (Хорремшехр)

— Издание научного журнала Journal of the Persian Gulf в сотрудничестве с Государственным центром океанологии и Университетом морских наук (Хоррамшахр)

— Издание научно-популярного журнала «Морские науки и технологии» в сотрудничестве с Университетом морских наук им.  Имама Хомейни

— Издание научного журнала «Океанология» в сотрудничестве с Государственным центром океанологии

— Подготовка более 90 государственных стандартов в различных областях (совместно с Организацией по стандартизации и промышленным исследованиям)

— Разработка и запуск сайта Ассоциации

— Проведение раз в два года конференций по морским наукам и технологиям

— Проведение обучающих семинаров

— Издание квартального вестника Иранской ассоциации морских наук и технологий

— Издание уникальной книги в области физической океанографии

— Издание книги «Словарь морских наук»

— Проведение однодневных семинаров совместно с Центром наук об атмосфере и океанографии

— Проведение соревнований учащихся под названием PYPT на национальном и международном уровнях

— Проведение краткосрочных учебных курсов

— Подготовка учебных текстов с целью повышения качества жизни водных животных (для Иранского института рыбоводства)

— Проведение однодневного семинара «Роль моря в 5-м плане развития страны» 13 октября 2009 г.

— Проведение однодневного семинара «Место морского образования, исследований и технологий в 5-м плане развития страны» 13 октября 2009 г.

— Консультирование, надзор и реализация всех образовательных и исследовательских проектов во всех областях морских наук и технологий

— Постоянный контакт с различными организациями и органами, в том числе с Метеорологической организацией страны, Государственным центром океанологии, Организацией портов и судоходства и т.д.